# Keine Zeit zu spionieren: Ein Willkommen bei den Louds-Film
Keine Zeit zu spionieren: Ein Willkommen bei den Louds-Film (Originaltitel: No Time to Spy: A Loud House Movie) ist ein US-amerikanischer Zeichentrickfilm, basierend auf der Zeichentrickserie Willkommen bei den Louds. Er ist nach Willkommen bei den Louds – Der Film der zweite Zeichentrickfilm der Serie. Am 21. Juni 2024 erschien der Film in den USA und Kanada bei Paramount+. Einen Tag später wurde er dort auch in Deutschland, Österreich und der Schweiz veröffentlicht.

## Handlung
Pop-Pop, der Großvater von Lincoln und seinen Schwestern, und seine Lebensgefährtin Myrtle möchten heiraten und fliegen daher mit der Familie Loud auf eine tropische Insel. Besonders Lincoln ist von Myrtle aufgrund ihrer Vergangenheit als Geheimagentin sehr begeistert. Er sieht sich zudem selbst als David Steele, einen Geheimagenten aus einer Comicreihe, den er ebenfalls sehr bewundert.
Auf der Insel angekommen, stellt Lincoln fest, dass sich dort einige mysteriöse Personen aufhalten. Gemeinsam mit Myrtle möchte er mehr über diese herausfinden, doch Myrtle möchte eigentlich nicht wieder als Geheimagentin aktiv werden. Als Lincoln jedoch auf eigene Faust den mysteriösen Personen auf der Insel hinterherspioniert und Myrtle ihn daran hindern will, wird sie festgenommen. Lincoln kann flüchten und seine Familie sowie Pop-Pop überzeugen, dass sie Myrtle gemeinsam retten müssen. So begibt sich die Familie auf eine Geheimagentenmission, die sich zu einem großen Abenteuer entwickelt.

## Produktion und Veröffentlichung
Am 26. April 2024 wurde der Film erstmals von Nickelodeon angekündigt. Der Film wurde schließlich am 21. Juni 2024 bei Paramount+ in den USA und Kanada veröffentlicht. Am selben Abend feierte er außerdem bei Nickelodeon seine Premiere. Am 22. Juni 2024 wurde der Film in Deutschland, Österreich und der Schweiz in deutscher Sprache ebenfalls bei Paramount+ bereitgestellt. Am selben Abend wurde er außerdem bei Nickelodeon Deutschland erstmals gesendet. Bei Nickelodeon Austria und Schweiz wurde der Film am darauffolgenden Tag zum ersten Mal gezeigt.

## Besetzung und Synchronisation
| Rolle          | Originalsprecher | Deutsche Stimme       |
| -------------- | ---------------- | --------------------- |
| Lincoln Loud   | Bentley Griffin  | Daniel Kirchberger    |
| Myrtle         | Alex Cazares     |                       |
| Pop-Pop        | Piotr Michael    |                       |
| Lori Loud      | Catherine Taber  | Katharina von Keller  |
| Luna Loud      | Nika Futterman   | Angela Quast          |
| Luan Loud      | Cristina Pucelli | Julia Fölster         |
| Leni Loud      | Liliana Mumy     | Daniela Reidies       |
| Lynn Loud Jr.  | Jessica DiCicco  | Daniela Reidies       |
| Lucy Loud      | Jessica DiCicco  | Merete Brettschneider |
| Lisa Loud      | Lara Jill Miller | Merete Brettschneider |
| Lana Loud      | Grey DeLisle     | Chloë Lee Constantin  |
| Lola Loud      | Grey DeLisle     | Chloë Lee Constantin  |
| Lily Loud      | Grey DeLisle     | Arlette Stanschus     |
| Rita Loud      | Jill Talley      | Freya Trampert        |
| Lynn Loud Sr.  | Brian Stepanek   |                       |
| Todd           | Brian Stepanek   |                       |
| Clyde McBride  | Jaeden White     | Selina Böttcher       |
| Mr. Grouse     | John DiMaggio    | Kai Henrik Möller     |
| Flop           | John DiMaggio    | Jürgen Holdorf        |
| Harold McBride | Khary Payton     | Gerhart Hinze         |
| Mr. Dufus      | Dan Fogler       |                       |
| Hammerhand     | Paul Wight       |                       |
| Fifi           | Amy Sedaris      |                       |
| X              | Sarah Niles      |                       |